# Santa Ana Jilotzingo, Otzolotepec
Santa Ana Jilotzingo är en ort i kommunen Otzolotepec i delstaten Mexiko i Mexiko. Samhället hade 6 839 invånare vid folkräkningen 2020.